# Crema Saint-Honoré

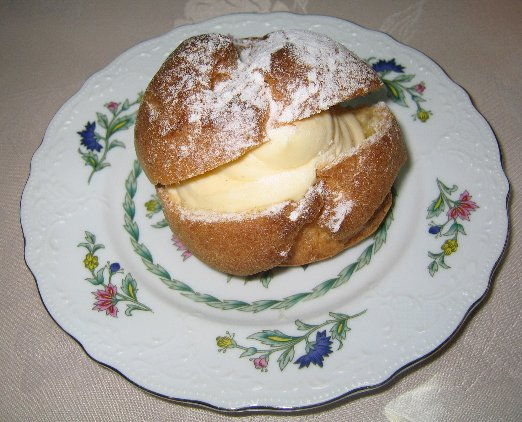

La crema Saint-Honoré, denominada también crema Chiboust, es una mezcla de una crema pastelera y un merengue italiano. Aligerada con clara de huevo batida, esta crema suele saborizarse con vainilla, esencia de naranja o licores de diversos tipos. Al ser mezclada con frutas diversas se convierte en crème plombières. La denominación de la crema se debe al pastelero francés M. Chiboust, que tenía su pastelería en la calle de París denominada Rue Saint-Honoré.

## Características
La crema se elabora en la actualidad incorporando gelatina y merengue para su elaboración, se diluye la gelatina antes de dar un hervor y posteriormente se incorpora al merengue con sumo cuidado para que no merme de tamaño.